# Manuel Sanders
Manuel Sanders (* 3. April 1998 in Dülmen, Nordrhein-Westfalen) ist ein deutscher Leichtathlet, der sich auf den 400-Meter-Lauf und die 4-mal-400-Meter-Staffel spezialisiert hat.

## Berufsweg
Sanders begann 2016 eine Ausbildung zum Veranstaltungskaufmann und ist als solcher seit 2019 mit einem Teilzeitarbeitsplatz bei einer Dortmunder Event-Agentur angestellt, die ihm genug Zeit gewährt seinen Fokus auf den Leistungssport zu legen.

## Sportliche Laufbahn
Manuel Sanders nahm im Alter von sieben Jahren zum ersten Mal am Training bei der TSG Dülmen teil und probierte in der Folge bis auf den Hammerwurf und das Gehen alle Disziplinen aus, bis er sich im Mai 2016 schließlich für die längste Sprintstrecke entschied.
Schon Ende Juni 2016 hatten bei der Junioren-Gala in Mannheim Sanders, Johann Rosin, Fabian Dammermann und Marvin Schlegel mit 3:08,52 Minuten die 4-mal-400-Meter-Staffelnorm für die U20-Weltmeisterschaften erfüllt, wo er Ende Juli mit Fabian Dammermann, Marvin Schlegel und Julian Wagner den 5. Platz belegte. Eine Woche später wurde Sanders hinter Marvin Schlegel und vor Fabian Dammermann Deutscher U20-Vizemeister über 400 Meter.
2017 kam er auf der Stadionrunde bei den U20-Europameisterschaften auf den 7. Platz und gewann bei den Deutschen U20-Meisterschaften den 400-Meter-Titel in neuer persönlicher Bestzeit von 46,63 s.
2018 holte Sanders über 400 Meter in der höheren Altersklasse Bronze bei den Deutschen U23-Meisterschaften und startete zudem bei den Aktiven, wo er mit persönlicher Bestleistung den sechsten Platz errang Deutschen Meisterschaften. Der Deutsche Leichtathletik-Verband (DLV) nominierte ihn zwar für die Europameisterschaften, er kam aber nicht zum Einsatz.
2019 konnte Sanders nach einer langwierigen Erkrankung erst ab Februar wieder voll belastbar trainieren. Bei den World Relays erreichte die Staffel im B-Finale den 6. Platz. Diese Platzierung belegte er auch mit der Staffel der LGO Dortmund bei den Deutschen U23-Meisterschaften, wo er über die Stadionrunde Deutscher U23-Vizemeister wurde. Mit der Langstaffel holte Sanders Gold bei den U23-Europameisterschaften. Wenig später errang er über 400 Meter in persönlicher Bestleistung von 45,86 s den Deutschen Meistertitel. Etwas später wurde er mit der Mannschaft Team-Vizeeuropameister. Weniger erfolgreich war Sanders dabei mit Platz elf der Langstaffel, denn Johannes Trefz hatte sich an Position drei laufend eine Zerrung im Beuger zugezogen, konnte sich aber noch für die wertvollen Punkte für die Mannschaft zum letzten Wechsel durchbeißen. Bei den Weltmeisterschaften schied er mit der Mixed-Staffel in der Qualifikation aus. Am Jahresende führte Sanders mit 45,86 s über 400 Meter die deutsche Bestenliste an.
Sanders gehört zum Perspektivkader des DLV.

## Vereinszugehörigkeiten
Manuel Sanders startet seit 2019 für die LG Olympia Dortmund (Stammverein TSC Eintracht Dortmund). 2018 war er beim SC Preußen Münster, der aber seine Unterstützung der Spitzenleichtathletik zum Jahresende einstellte. Bis 2017 gehörte Sanders der TSG Dülmen an.

## Bestleistungen
(Stand: 10. Juli 2023)
- 200 m: 21,70 s (+0,8 m/s), 16. Juni 2018, Rhede
  - Halle: 22,70 s, 11. Dezember 2016, Paderborn
- 400 m: 45,07 s, 9. Juli 2023, Kassel
  - Halle: 47,10 s, 27. Februar 2022, Leipzig
- 600 m: 1:16,60 min, 22. April 2023, Dortmund
- 4 × 400 m: 3:01,80 min, 19. August 2022, München
- 4 × 400 m Mixed: 3:12,94 min, 30. Juli 2021, Tokio (deutscher Rekord)

## Erfolge
national
- 2016: Deutscher U20-Vizemeister (400 m)
- 2017: Deutscher U20-Meister (400 m)
- 2018: 3. Platz Deutsche U23-Meisterschaften (400 m)
- 2018: 6. Platz Deutsche Meisterschaften (400 m)
- 2019: Deutscher U23-Vizemeister (400 m)
- 2019: 6. Platz Deutsche U23-Meisterschaften (4 × 400 m)
- 2019: Deutscher Meister (400 m)

international
- 2016: 5. Platz U20-Weltmeisterschaften (4 × 400 m)
- 2017: 7. Platz U20-Europameisterschaften (400 m)
- 2018: Teilnahme Europameisterschaften (4 × 400 m)
- 2019: 6. Platz B-Finale World Relays (4 × 400 m)
- 2019: U23-Europameister (4 × 400 m)
- 2019: Team-Vizeeuropameister (Mannschaft, gleichzeitig 11. Platz 4 × 400 m Einzel)
- 2019: 14. Platz Weltmeisterschaften (4 × 400 m Mixed)